# Leucetta trigona
Leucetta trigona är en svampdjursart som beskrevs av Ernst Haeckel 1872. Leucetta trigona ingår i släktet Leucetta och familjen Leucettidae.
Artens utbredningsområde är havet utanför Sydafrika. Inga underarter finns listade i Catalogue of Life.